# Анона (Тексас)
Анона (енгл. Annona) град је у америчкој савезној држави Тексас. По попису становништва из 2010. у њему је живело 315 становника.

## Демографија
Према попису становништва из 2010. у граду је живело 315 становника, што је 33 (11,7%) становника више него 2000. године.
| Група             | 2000.       | 2010.       |
| Белци             | 113 (40,1%) | 97 (30,8%)  |
| Афроамериканци    | 106 (37,6%) | 90 (28,6%)  |
| Азијати           | 0 (0,0%)    | 0 (0,0%)    |
| Хиспаноамериканци | 47 (16,7%)  | 125 (39,7%) |
| Укупно            | 282         | 315         |